# Huldrich Arnold Seifert
Huldrich Arnold Seifert (* 6. November 1828 in Ebnat; † 13. Februar 1885 in Bern; reformierter Bürger von Wartau) war ein  Schweizer Jurist und Ständerat des Kantons St. Gallen. 

## Leben
Huldrich Arnold war Sohn des Huldreich Seifert, Dekan und Kantonsrat, und von Margreth geb. Mündli. Er heiratete 1858 Anna Luise Amalia Hofmann, Tochter eines Zürcher Kantonsrats. Er war ein Halbbruder des St. Galler Regierungsrat Hermann Seifert. Bereits 1847 bis 1849 absolvierte er ein Rechtsstudium in Heidelberg und nahm 1849 an der Badischen Revolution teil. Von 1852 bis 1854 war er Redaktor der liberalen St. Galler Zeitung. 
Von 1854 bis 1859 amtete er als Verhörrichter und von 1859 bis 1861 als Bezirksrichter. In den Jahren 1861 bis 1873 war er Kreispostdirektor des Kantons St. Gallen und von 1873 bis 1885 administrativer Eisenbahninspektor in Bern.
Mit Unterbrüchen war er freisinniger Kantonsrat (1853 bis 1857, 1859 bis 1861 und, als Nachfolger des verstorbenen Friedrich Bernet, 1872).
Von 1872 bis 1873 war er Ständerat des Kantons St. Gallen.

## Leistungen
Huldrich Arnold Seifert engagierte sich stark in den Parteikämpfen der 1850er Jahre im Kanton St. Gallen. Im Jahr 1861 arbeitete er als Verfassungsrat an der vierten kantonalen Verfassung des Kantons St. Gallen mit.